# Halat Seltah
Isla Halat Seltah (en árabe: حالة السلطة) es una isla de Baréin. Se encuentra frente a las costas de la isla de Muharraq, cerca de la ciudad de Hidd, y es vecina de la isla de Halat Nuaim. Tradicionalmente ha sido habitada por gente de la tribu de Al Sulaiti a la cual la isla debe su nombre. La isla esta actualmente conectada con las islas Muharraq y Nuaim Halat por una carretera.